# 8 жовтня
8 жовтня —281-й день року (282-й у високосні роки). До кінця року залишилося 84 дні.

## Свята і пам'ятні дати

### Національні
- Україна: День юриста.
- Намібія: День посадки дерев.

### Релігійні
Православ'я:
- Прп. Пелагеї.
- Прп. Таїсії.
- Св. Пелагії, діви.

### Іменини
✝  Католицькі: Пелагея, Людвіг, Таїсія.
✙ Православні: Пелагея, Таїсія.

## Події
- 1085 — у Венеції освячений Собор Святого Марка.
- 1596 — Підписано Берестейську унію, створено греко-католицьку Церкву.
- 1886 — Харківська міська публічна бібліотека прийняла перших відвідувачів.
- 1895 — прояпонський переворот в Сеулі, вбивство королеви Мін.
- 1914 — Уперше під час Першої світової війни застосовано бомбардувальну авіацію.
- 1918 — Польська регентська рада проголосила незалежність Королівства Польща.
- 1938 — В Ужгороді створено перший уряд автономного Закарпаття, яке з 30 грудня 1938 р. почало називатися Карпатською Україною.
- 1941 — німецька армія вийшла до Азовського моря. Був зданий Маріуполь. Під час боїв потрапила в оточення 18-а армія Південного фронту. У полоні опинилося понад 100 тисяч червоноармійців.
- 1942 — У Почаєві підписано Акт про об'єднання Української автокефальної православної церкви та Автономної православної церкви.
- 1945 — інженер зі штату Массачусетс Персі Спенсер запатентував мікрохвильову піч.
- 1967 — спецзагін болівійської армії взяв у полон Ернесто Че Гевару. Наступного дня був розстріляний.
- 1977 — Організація Українського визвольного фронту провела в Нью-Йорку мотопохід під гаслом «Проти поневолення України московським комунізмом».
- 1991 — Верховна Рада України ухвалила закон про громадянство України.
- 1993 — Україна розпочала спецоперацію по евакуації грузинських біженців з Абхазії.
- 1996 — У Мадриді міністри закордонних справ України та Іспанії підписали Договір про дружбу та співробітництво між двома країнами.

## Народились
Дивись також Категорія:Народились 8 жовтня
- 1789 — Вільям Джон Свенсон, англійський орнітолог, малаколог, конхіолог, ентомолог і художник.

- 1871 — Іван Піддубний, український спортсмен-борець. Шестиразовий чемпіон світу з боротьби.
- 1895 — Хуан Домінго Перон, генерал, тричі президент Аргентини в 1946—1955 та 1973—1974 рр.
- 1916 — Олекса Булавицький, український живописець-пейзажист імпресіоністичного спрямування.
- 1920 — Френк Герберт, американський письменник-фантаст.
- 1934 — Олександра Біла, український мовознавець.
- 1934 — Кир Буличов, радянський фантаст.
- 1936 — Леонід Куравльов, радянський актор.
- 1944 — Лесь Герасимчук, український літератор, філолог, перекладач, культуролог.
- 1980 — Майк Мізанін, американський професійний рестлер і актор.
- 2003 — Анжела Агілар, мексикансько-американська співачка.

## Померли
Дивись також Категорія:Померли 8 жовтня
- 1632 — Авраам Сенюта, український (руський) шляхтич, військовик, «патрон» кальвіністів.
- 1754 — Генрі Філдінг, англійський письменник, видатний представник англійського реалізму XVIII століття.
- 1803 — Вітторіо Альф'єрі, італійський письменник, основоположник класицистичної драми в Італії.
- 1895 — Адам Опель, засновник компанії Adam Opel GmbH.
- 1910 — Марія Конопницька, польська письменниця, поетеса, новеліст.
- 1917 — Сергій Васильківський, український живописець, пейзажист.
- 1929 — Яцек Мальчевський, польський художник-символіст.
- 1937 — Михайло Злобинець, український громадський діяч, поет та бандурист (помер на засланні).
- 1938 — Гнат Хоткевич, український письменник, бандурист, розстріляний.
- 1941 — Остап Луцький, український політичний і громадський діяч, публіцист і поет, загинув у радянському концтаборі.
- 1968 — Сергій Жданов, український радянський композитор.
- 1999 — Володимир Самойлов, радянський, український актор.
- 2011 — Денніс Рітчі, американський вчений-інформатик, автор мови програмування C, розробник операційної системи Unix.
- 2023 — Ніна Матвієнко, українська співачка.
- 2023 — Ласло Шойом, угорський юрист та політик, Президент Угорщини (2005—2010).